# Kurtziella margaritifera
Kurtziella margaritifera é uma espécie de gastrópode do gênero Kurtziella, pertencente a família Mangeliidae.